# Desmognathus folkertsi
Desmognathus folkertsi (tên tiếng Anh: Dwarf Black-bellied Salamander) là một loài kỳ giông thuộc họ Plethodontidae.
Đây là loài đặc hữu của Hoa Kỳ.
Môi trường sống tự nhiên của chúng là rừng ôn đới và sông ngòi.